# Нижневосточное
Нижневосточное (кирг. Нижневосточное) — село в Сокулукском районе Чуйской области Кыргызстана. Входит в состав Джаны-Джерского айылного аймака.

## География
Село расположено в северной части области, на расстоянии приблизительно 27 километров (по прямой) к северо-востоку от села Сокулук, административного центра района. Абсолютная высота — 600 метров над уровнем моря.

## Население
Согласно оценочным данным Национального статистического комитета Кыргызской Республики, численность населения села на начало 2023 года составляла 1325 человек.
| год     | 2009 | 2014 | 2015 | 2020 | 2021 | 2023 |
| ------- | ---- | ---- | ---- | ---- | ---- | ---- |
| человек | 1383 | 1269 | 1320 | 1318 | 1315 | 1325 |